# Gingivectomie
Gingivectomia reprezintă operația chirurgicală ce constă în incizarea și îndepartarea unei parți a gingiei ce înconjoară un dinte.
După operație, regiunea ce inconjoară dintele este sensibilă la frig o perioadă, iar complicațiile depind de starea de deteriorare a osului și de igiena bucală.